# Dordrechts Museum
Op 26 november 1842 werd de Vereniging Dordrechts Museum opgericht in Dordrecht, en het museum kreeg aanvankelijk enkele tentoonstellingszalen in de Boterbeurs aan de Wijnstraat. Vanwege de snelle uitbreiding van de kunstcollectie was een verhuizing naar een ruimer gebouw rond 1900 noodzakelijk. De gemeenteraad van Dordrecht bood het museum een gebouw aan de Lindengracht aan. Op 6 juli 1904 vond de verhuizing naar de huidige locatie aan de Museumstraat plaats, waar het museum feestelijk werd geopend. Sindsdien is het museum meer dan vier keer zo groot als in 1904.

## Geschiedenis
Het huidige gebouw van het Dordrechts Museum vindt zijn oorsprong in het Agnietenklooster, dat rond 1350 werd gesticht. De kloosterlingen, bekend als de witte nonnen, leefden volgens de regels van Augustinus: armoede, kuisheid en gehoorzaamheid. De bouw van het klooster en de bijbehorende kerk begon pas in 1425. Na de overgang van de stad naar het gereformeerde geloof in 1572 verlieten de nonnen het klooster, waarna het diende als pest- en weeshuis.
In de 18e eeuw werd het omgevormd tot een instelling voor mensen die vanwege hun geestelijke gezondheid buiten de samenleving werden geplaatst en werden beschouwd als een gevaar voor anderen. De behandeling van deze mensen was destijds verre van humaan, zoals blijkt uit talrijke schokkende verhalen over dronkenschap, mishandeling en onzedelijk gedrag van het personeel. Het geschreeuw van de patiënten was hoorbaar voor voorbijgangers en omwonenden. In 1898 werd de instelling gesloten, waarna een nieuwe bestemming voor het gebouw moest worden gevonden.
Op 1 juli 1902 opende het Zuid-Afrikaans Museum in het linkerdeel van het complex, met een collectie afkomstig van de Parijse wereldtentoonstelling van 1900. Door politieke spanningen in Zuid-Afrika konden deze voorwerpen niet terugkeren, en kunstverzamelaar Hidde Nijland slaagde erin ze naar Dordrecht te halen. Bij de opening van het Zuid-Afrikaans Museum werd samengewerkt met de Vereniging voor Vak en Kunst, die haar 15-jarig bestaan vierde door een Transvaals dorp in de tuin na te bouwen, compleet met een zwart geschminkte man om bezoekers te vermaken.
Deze vernederende en racistische vertoning, die paste in de traditie van mensentuinen, duurde bijna drie maanden voordat deze op 21 september 1902 werd gesloten en afgebroken. Het lot van de man die optrad blijft helaas onbekend. Ondanks deze controverses trok het Zuid-Afrikaans Museum jarenlang veel publiek, tot het uiteindelijk in 1921 voorgoed de deuren sloot na een langdurige juridische strijd over de teruggave van de collectie aan de Zuid-Afrikaanse regering. Het Dordrechts Museum heeft nu plannen voor verder onderzoek naar dit verleden.
Voor het Dordrechts Museum het andere deel van het gebouw kan betrekken, moet er eerst een renovatie plaatsvinden. Deze renovatie wordt geleid door de Dordtse architect Bernardus van Bilderbeek. Hij is verantwoordelijk voor het ontwerp van onder andere de ingang via de tuin. Naast tentoonstellingszalen worden er ook woon- en werkruimtes voor de directeur en een bestuurskamer gecreëerd.
Een kleine 25 jaar na de renovatie onder leiding van Van Bilderbeek is de collectie al zo gegroeid dat het museum opnieuw moet uitbreiden. Echter, het duurt nog tot de jaren 70 voordat deze uitbreiding plaatsvindt. Onder leiding van architect Walter Nikkels worden er twee aangrenzende gebouwen bij het museum gevoegd, waardoor er ruimte ontstaat voor een tentoonstellingsruimte voor moderne kunst, een depot, een filmzaal en een klein café met terras. Hierdoor is het museum niet langer alleen een bestemming voor tentoonstellingen, maar ook voor lezingen, films en concerten.

### Verbouwing
Na de jaren 70 hebben musea zich in snel tempo verder ontwikkeld. Het Dordrechts Museum is een  locatie waar mensen samenkomen om kunst te bekijken en educatie te genieten. Het museum  richt zich op alle leeftijden, heeft een winkel en een horecagelegenheid. Om aan de diverse behoeften te voldoen, onderging het museum tussen 2008 en 2010 een ingrijpende renovatie. Architect Dirk Jan Postel heeft het ontwerp voor het vernieuwde Dordrechts Museum gemaakt. De oppervlakte voor kunst is vergroot, onderverdeeld in een permanente tentoonstellingsruimte voor de collectie en een aparte vleugel voor tijdelijke tentoonstellingen.
Sinds 2010 is het Dordrechts Museum opnieuw toegankelijk via de tuin, net zoals in 1904. Hierdoor is de tuin, met zijn eeuwenoude bomen, onderdeel geworden van het museumbezoek. Een nieuwe serre en een glazen entree zijn toegevoegd, waardoor de oorspronkelijke gevels behouden blijven. De sette biedt zowel een aanblik op de tuin als het historische gebouw. Het oudste middeleeuwse stukje metselwerk bevindt zich in de muur van dit deel van het museum.

## Collectie
De vaste collectie van het museum wordt tentoongesteld naar periode en/of stijl. De collectie omvat grofweg de Nederlandse schilderkunst vanaf de renaissance tot en met de hedendaagse kunst. Via een vaste looproute door het museum kunnen bezoekers ervoor kiezen om vanaf het verleden naar het heden te lopen of andersom.
Renaissance

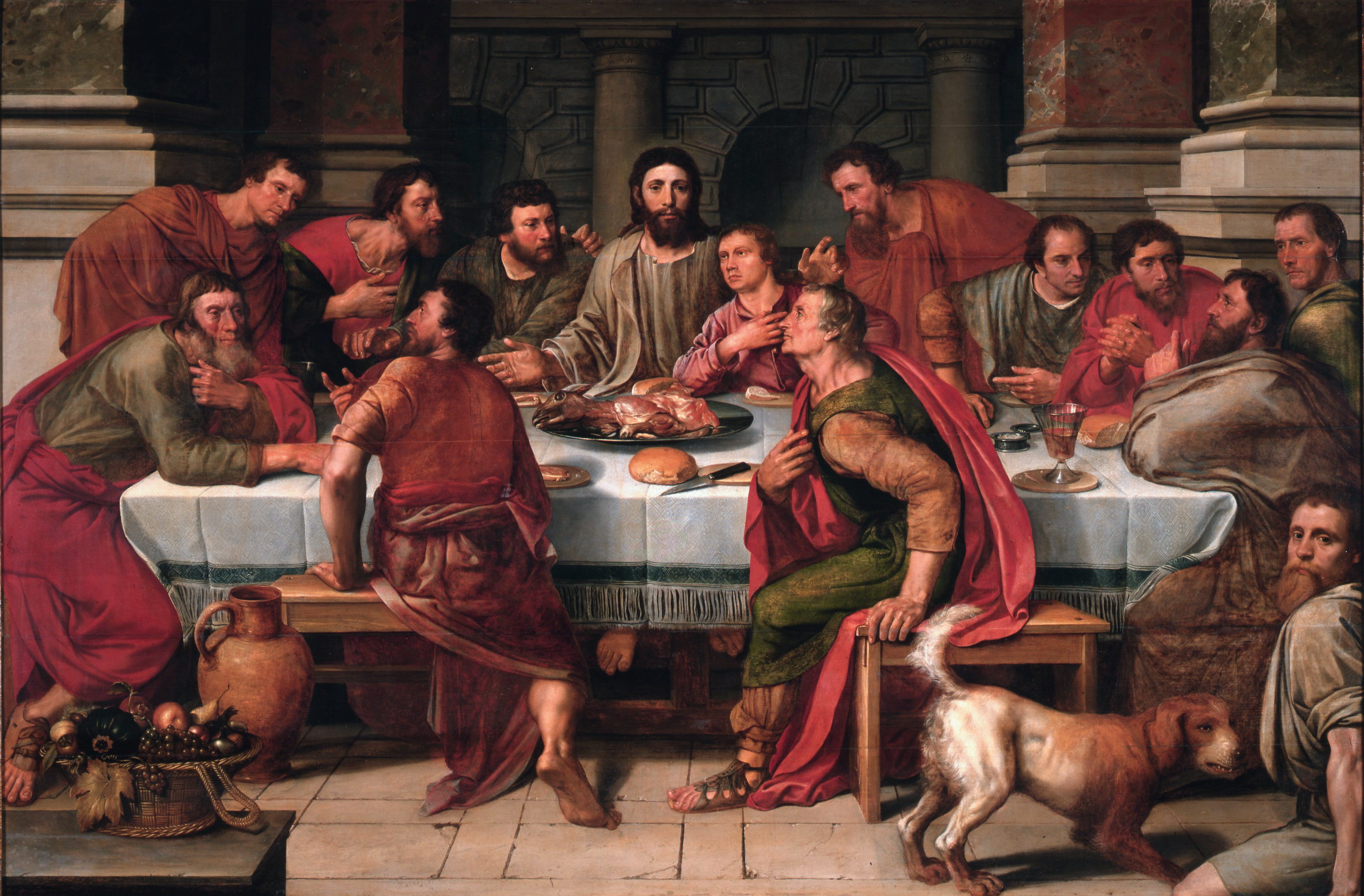
Het laatste avondmaal, Willem Key

Barok
De collectie van kunst uit barok c.q. Gouden Eeuw bestaat grotendeels uit werken van: Aelbert Cuyp, Ferdinand Bol en Nicolaes Maes.

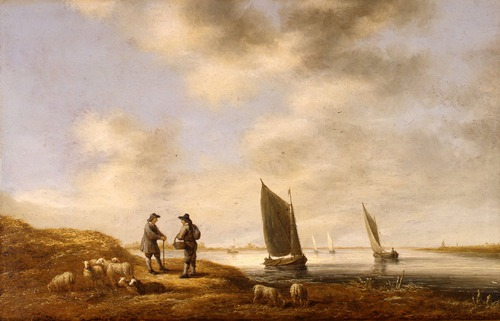
Hollands riviergezicht, Aelbert Cuyp
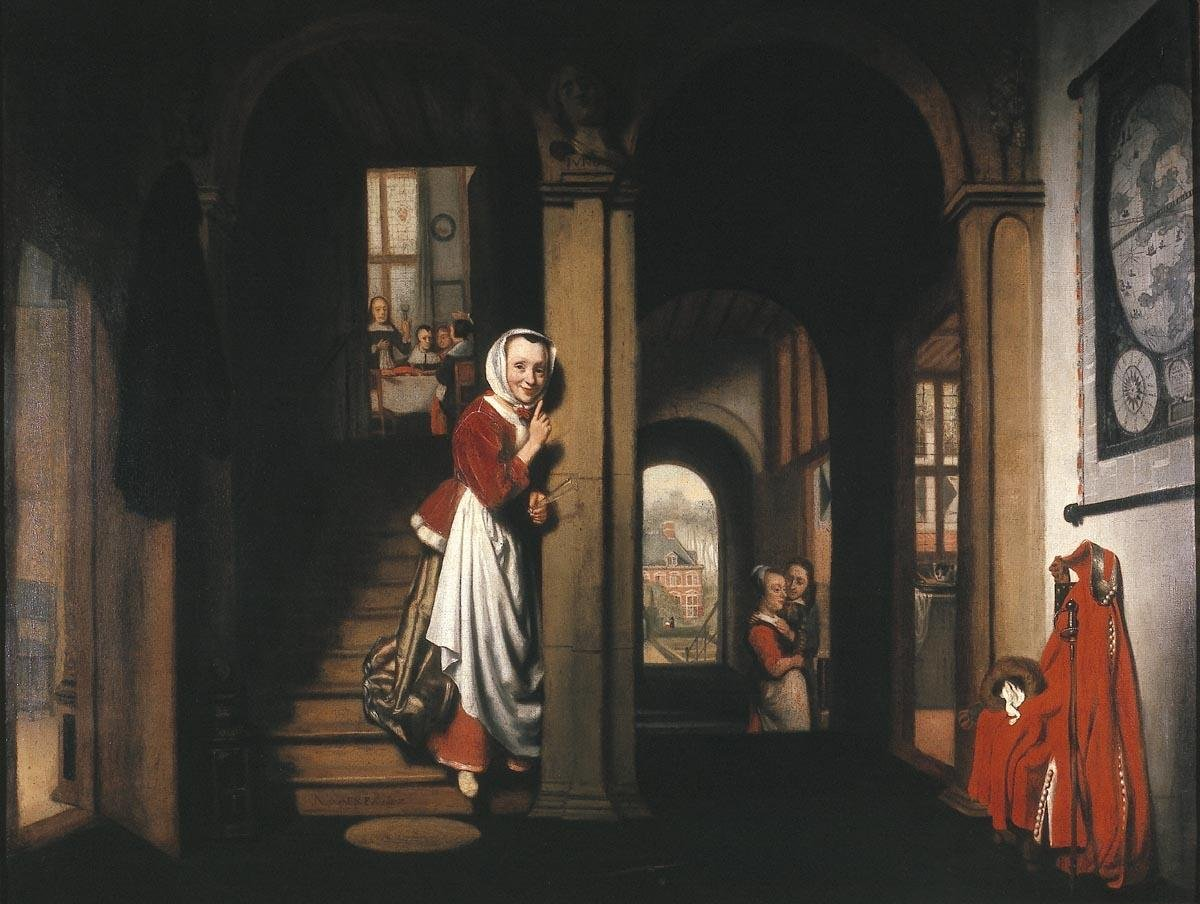
De luistervink, Nicolaes Maes
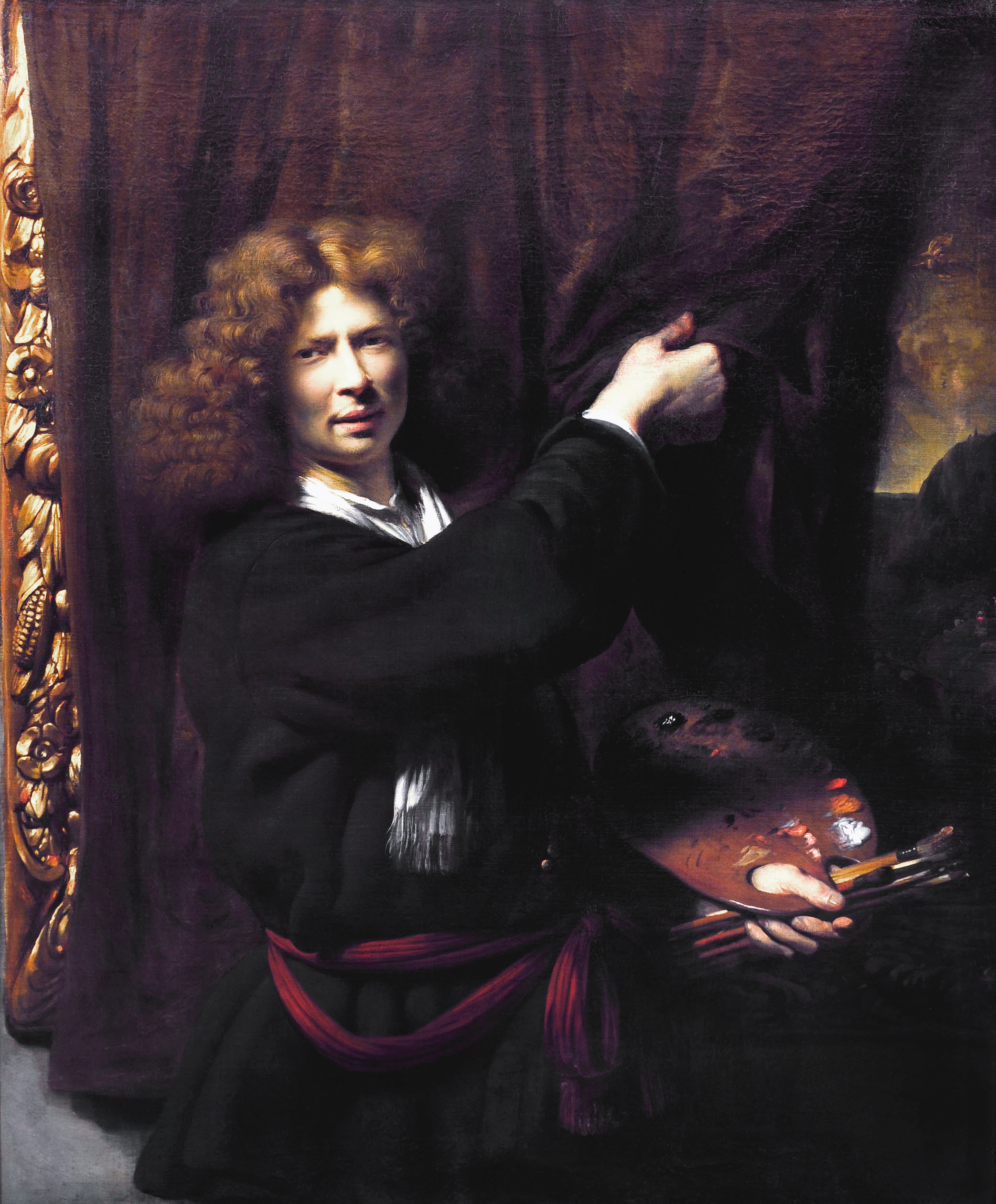
Zelfportret, Cornelis Bisschop
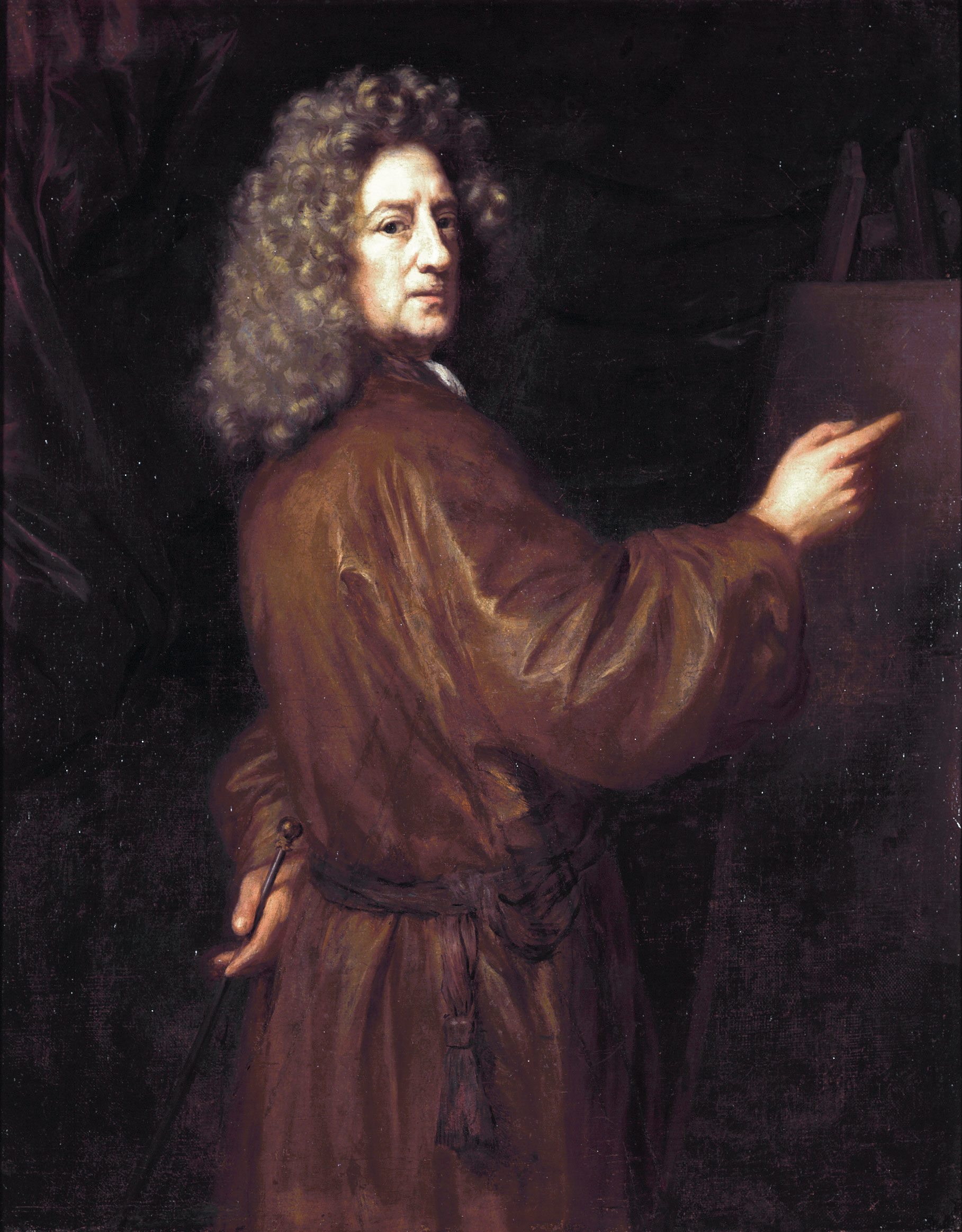
Zelfportret, Nicolaes Maes
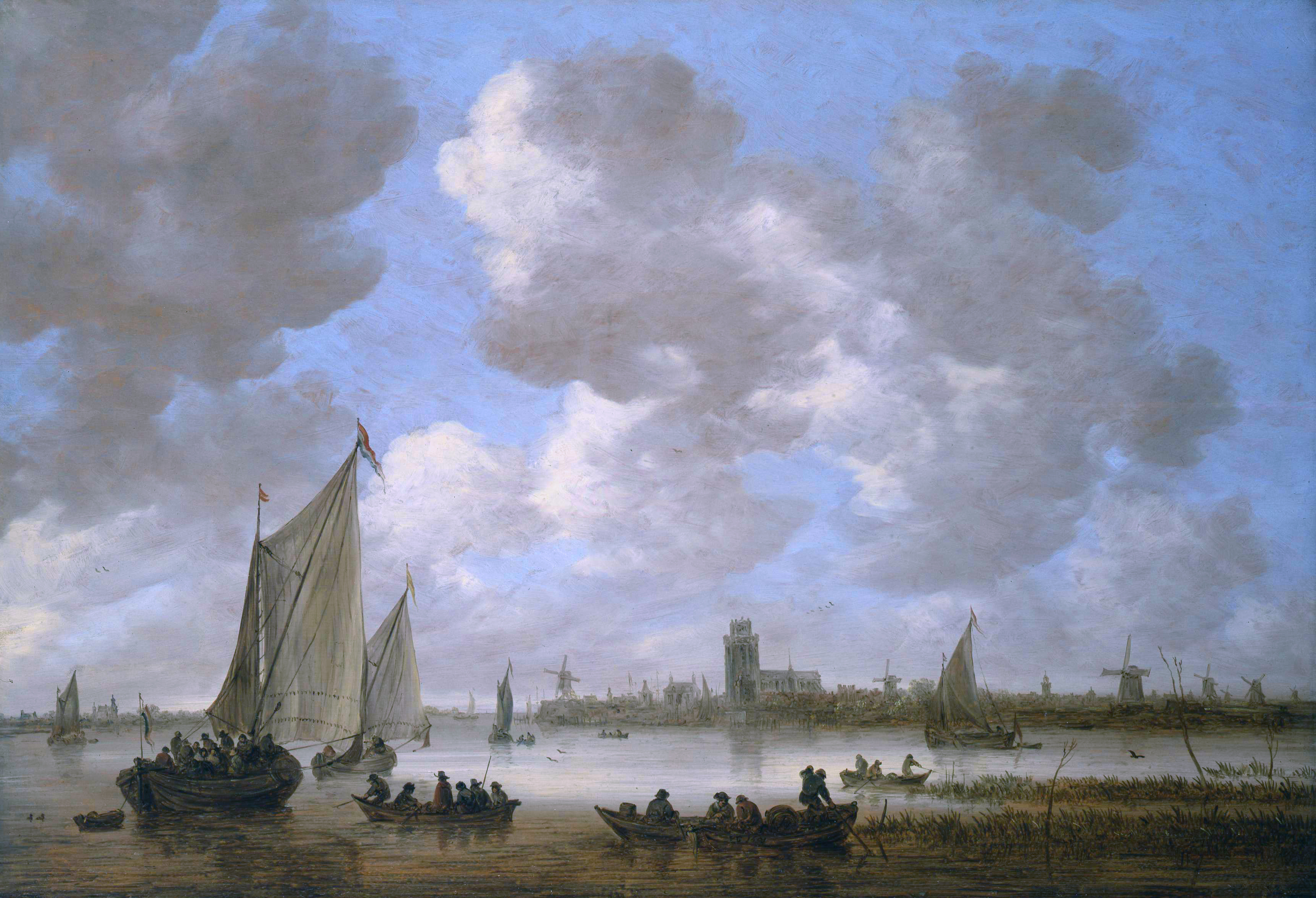
Gezicht op Dordrecht, Jan van Goyen
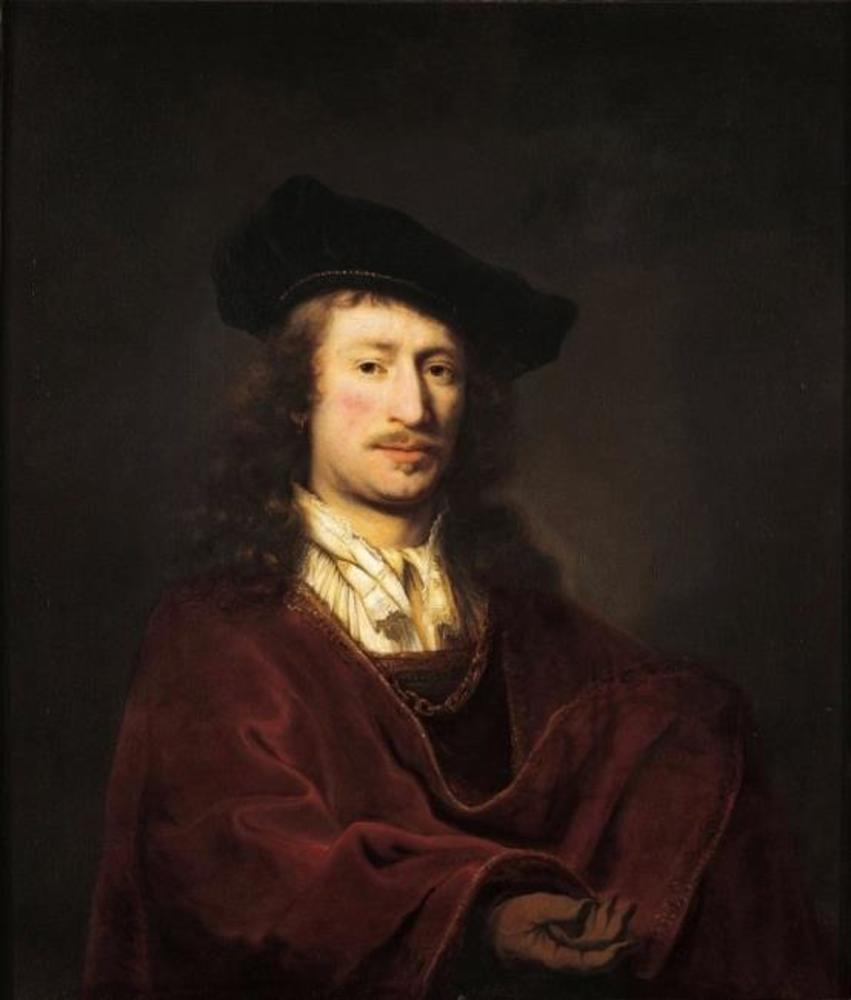
Zelfportret op dertigjarige leeftijd, Ferdinand Bol

Romantiek

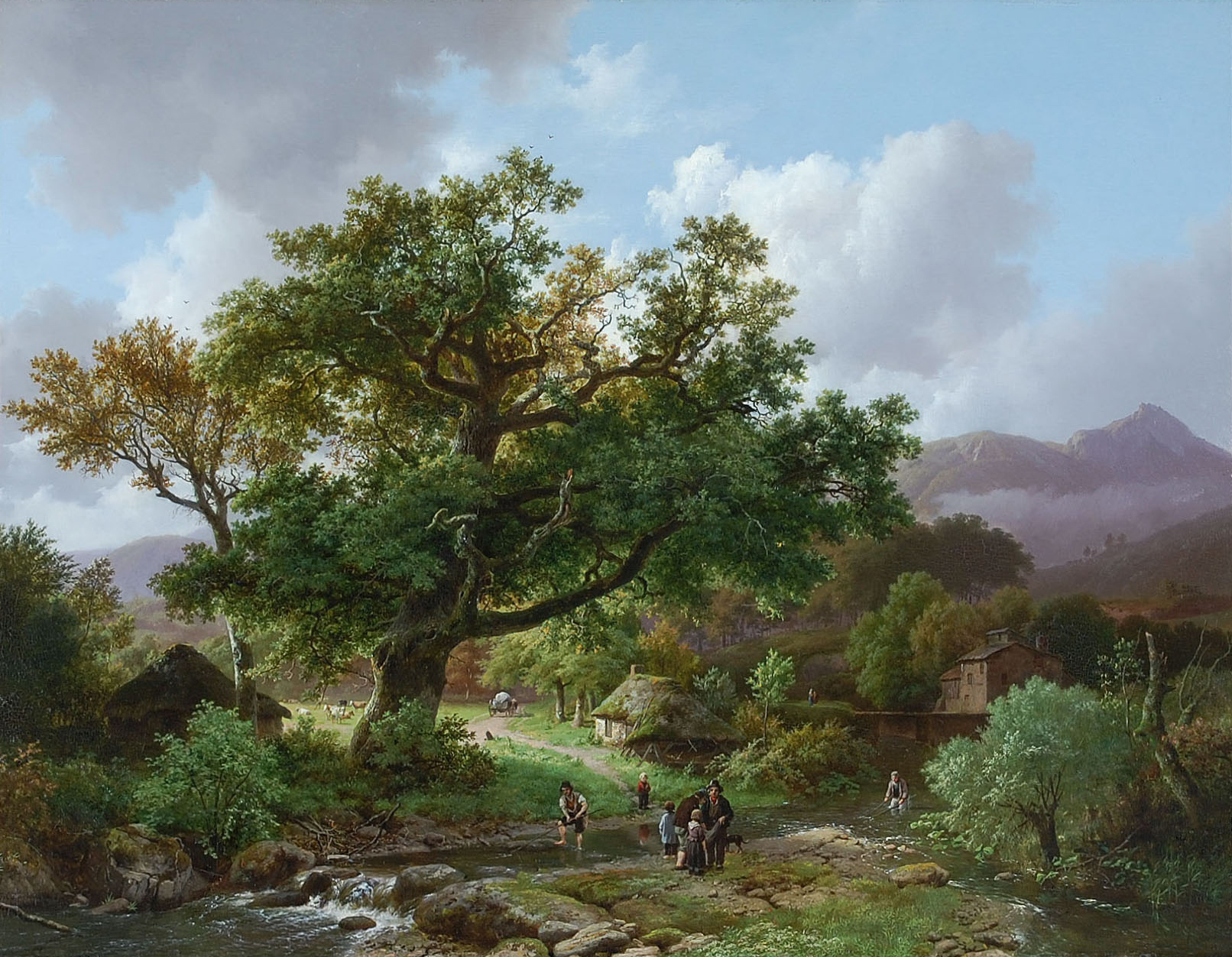
Landschap in het Schwarzwald met Kreeftvisser, Barend Cornelis Koekkoek
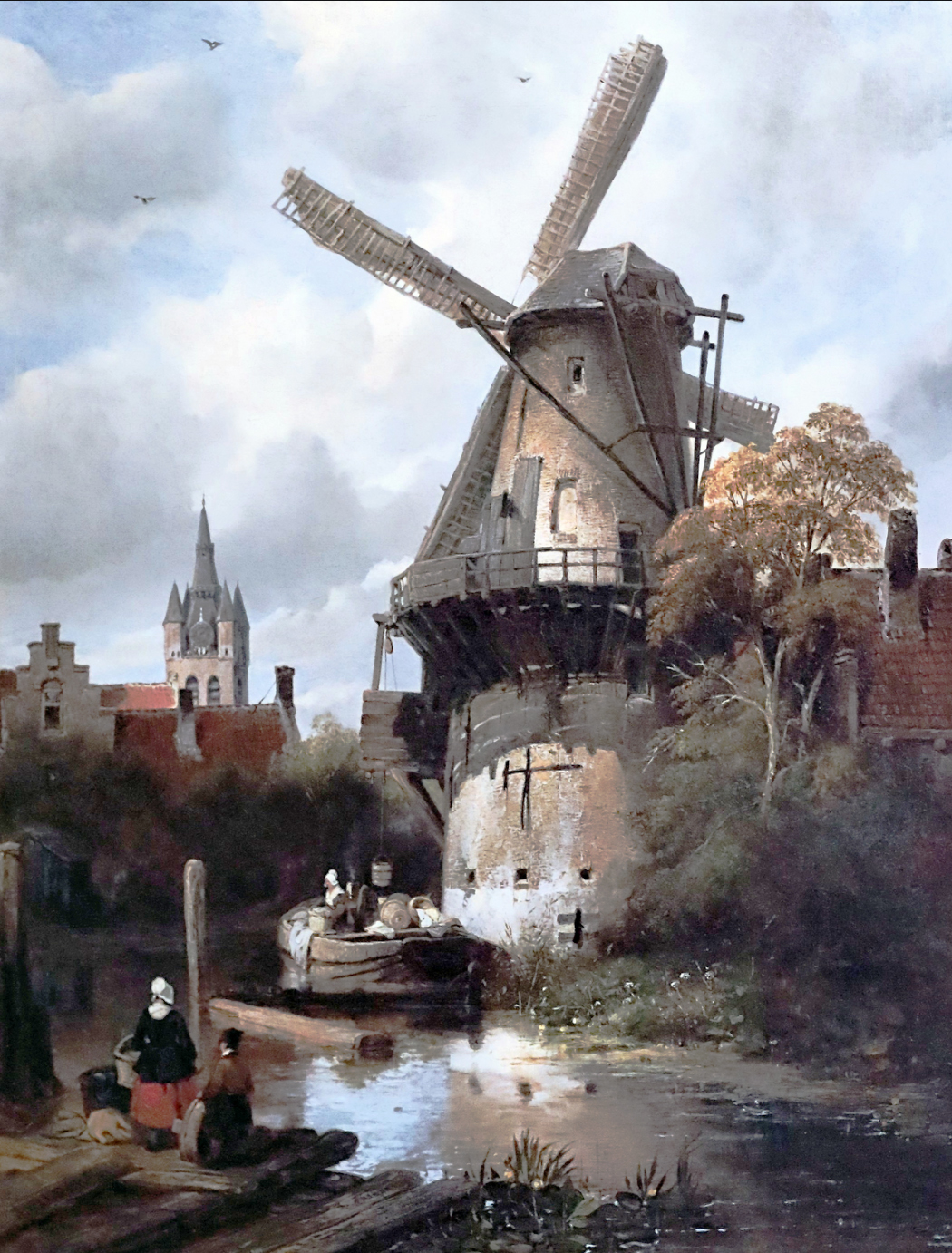
Molen met gezicht op Delft, Antonie Waldorp
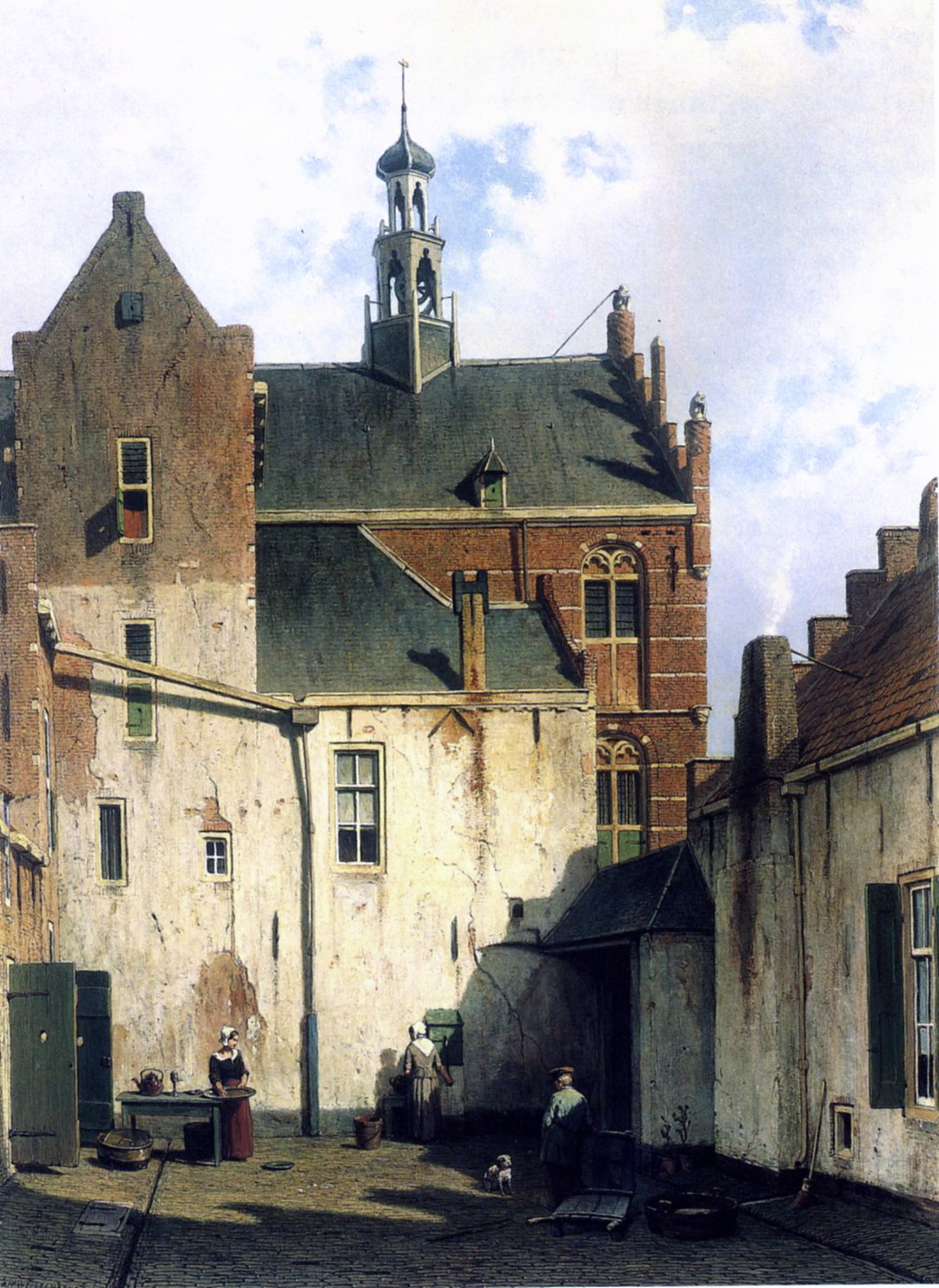
Binnenplaats bij het stadhuis te Culemborg, Jan Weissenbruch

Impressionisme
De collectie impressionistische kunst omvat werken van onder meer de Haagse school.

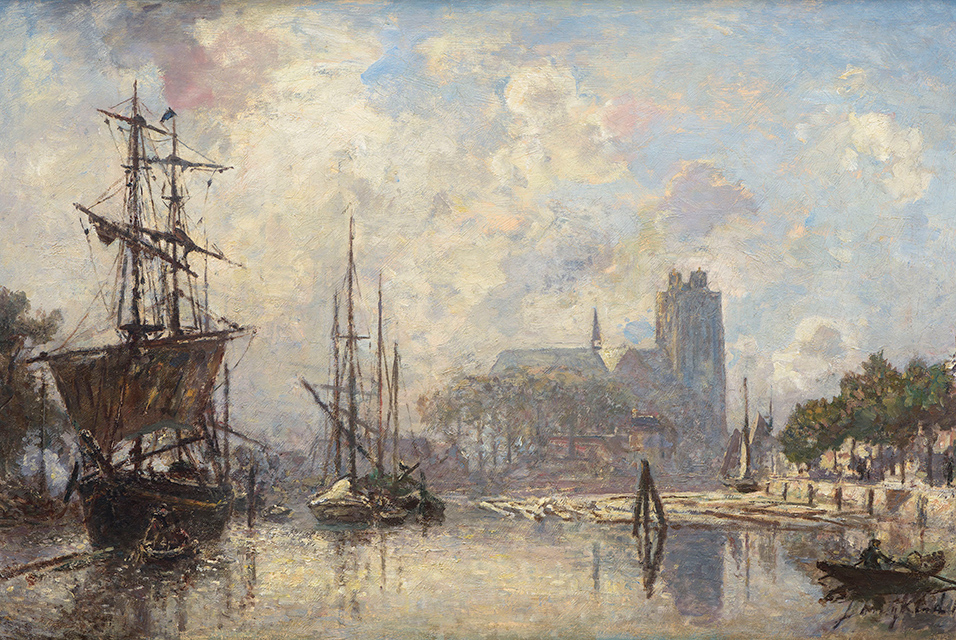
De haven bij Dordrecht, Johan Barthold Jongkind
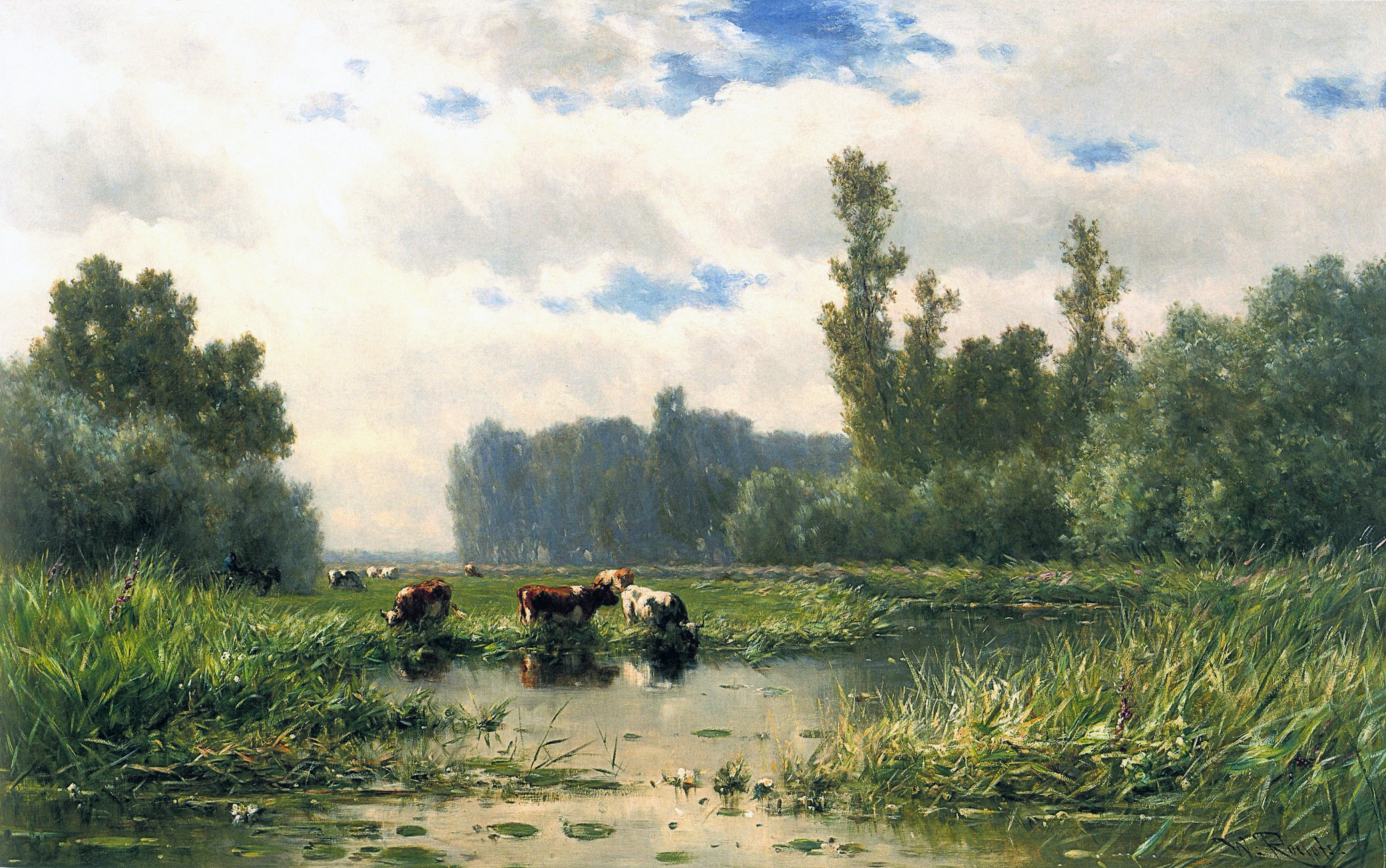
Koeien aan de waterkant, Willem Roelofs
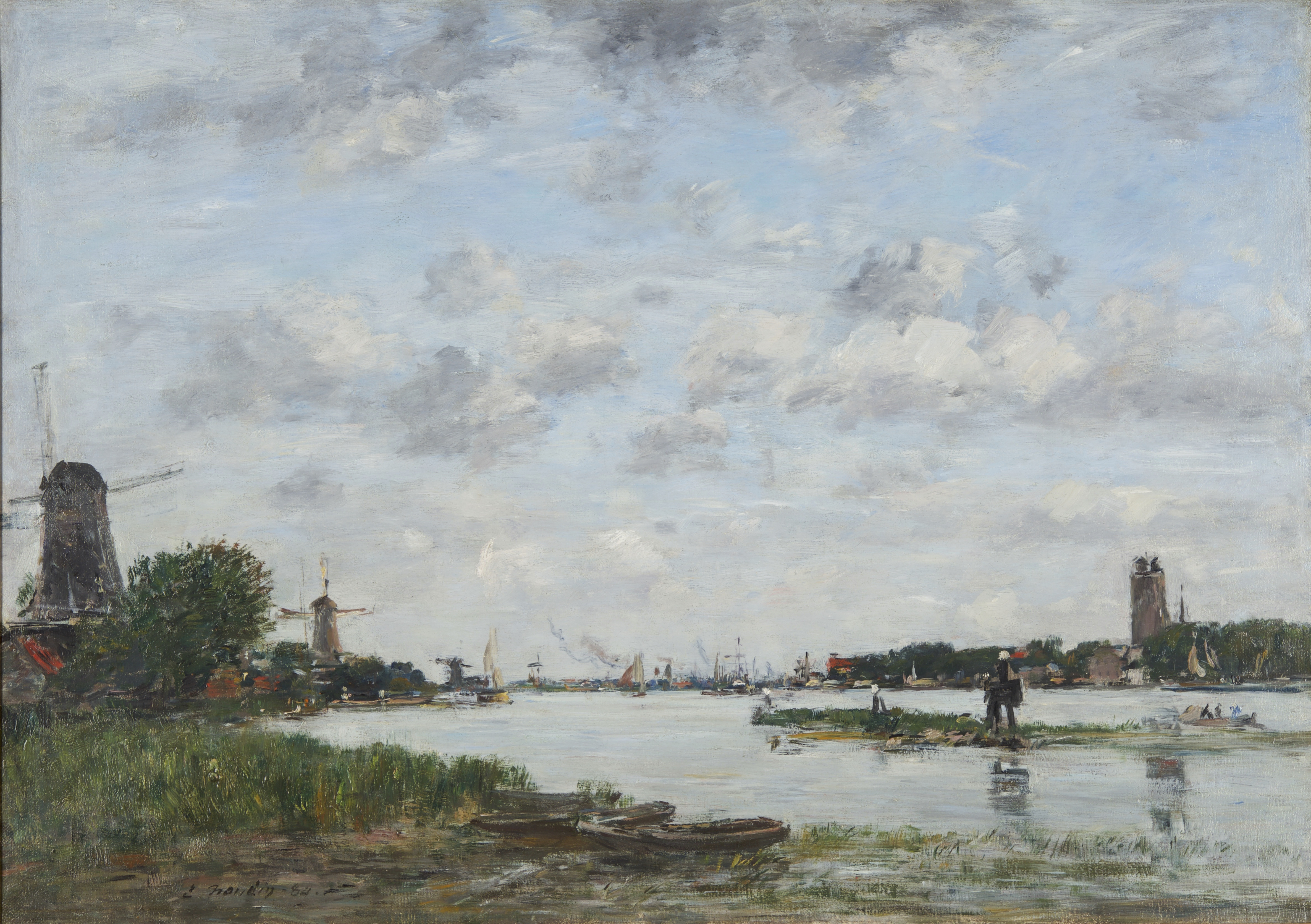
De Maas bij Dordrecht, Eugène Boudin
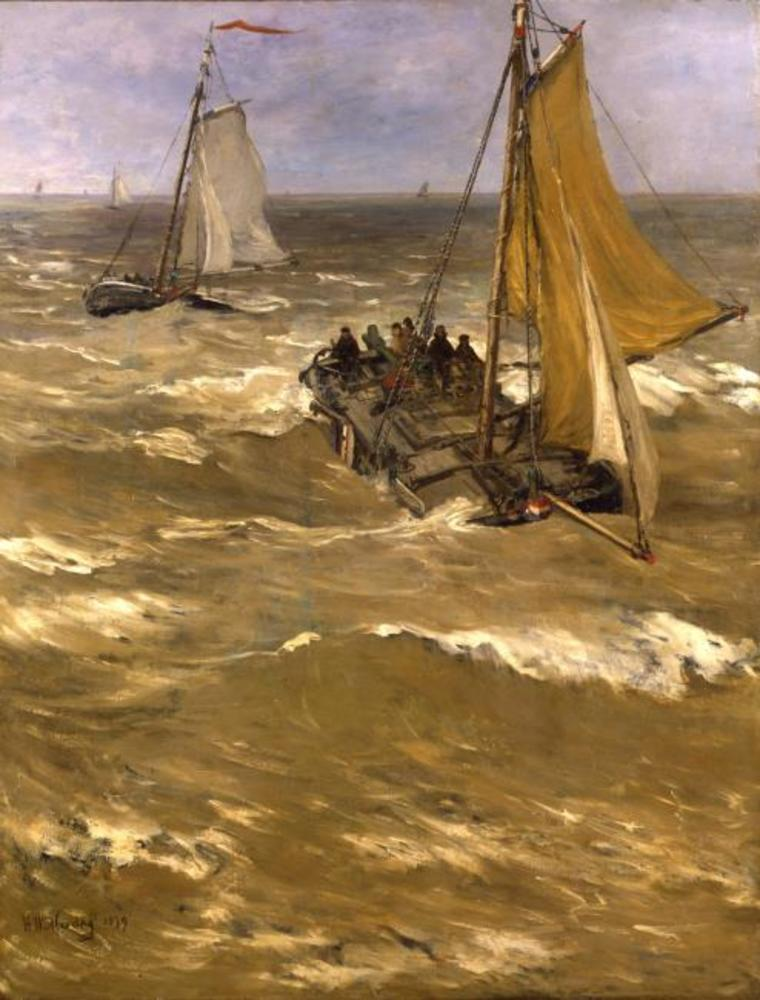
In de Branding, Hendrik Willem Mesdag
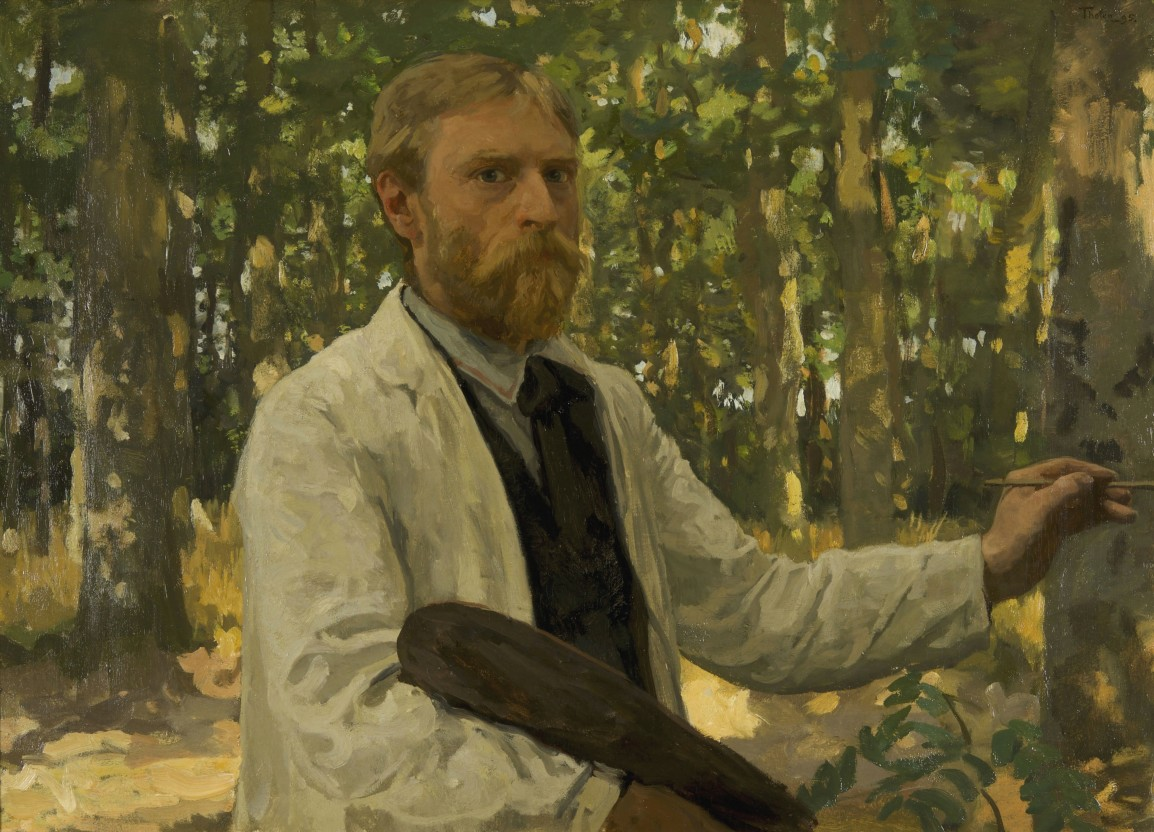
Zelfportret, Willem Bastiaan Tholen

## Bezoekersaantallen
| Jaartal | Bezoekersaantal |
| ------- | --------------- |
| 2019    | 90.000          |
| 2018    | 104.000         |
| 2017    |                 |
| 2016    | 85.000          |
| 2015    |                 |
| 2014    | 185.000         |